# Enrique Erro
Enrique Erro (né le 14 septembre 1912 à Montevideo et mort le 1er octobre 1984 à Paris) était un journaliste et un homme politique uruguayen.

## Biographie
D'abord membre du Parti national (blanco, tendance herreriste), puis de la coalition de gauche du Frente Amplio, créée en 1971, Enrique Erro est ministre de l'Industrie et du Travail de mars 1959 à janvier 1960.
Il démissionne pour fonder l'Union populaire, puis le Frente Amplio, avant de s'exiler en Argentine au moment du coup d'État de 1973. Il est finalement arrêté par le gouvernement d'Isabel Perón, et ne sera libéré qu'en novembre 1976, date à laquelle - les militaires argentins ayant aussi effectué un coup d'État en mars 1976 - il s'exile à nouveau, cette fois-ci pour Paris, où il meurt de leucémie.

### Du journalisme au ministère de l'Industrie et du Travail
Enrique Erro s'initia à la politique en tant que journaliste dans la presse nationaliste, dont El Debate (es) ou La Tribuna Popular (es). Il fut élu député sur les listes du Parti national (blanco) lors des élections de 1954 (es), puis réélu en 1958.
Erro devint ensuite ministre de l'Industrie et du Travail, en mars 1959, dans le premier Conseil national du gouvernement blanco (le Parti colorado ayant été au pouvoir antérieurement). Mais il démissionne en janvier 1960, en raison de son opposition à la politique économique poursuivie par ce dernier (en particulier les accords passés avec le FMI), et reprend son siège de député.

### De l'Union populaire au coup d'État de 1973
En 1962, il quitte le Parti blanco et préside à la fondation de l'Union populaire en conjonction avec le Parti socialiste et d'autres groupes mineurs. Malgré l'échec massif de l'Union, il conserve toutefois son siège de député, qu'il perd toutefois quatre ans plus tard.
Il participe ensuite, en 1970, aux négociations qui débouchent sur le Frente Amplio, fondant, au sein de ce front élargi qui rassemble du Parti communiste au Parti démocrate chrétien, en passant par des dissidents blanco et colorado et le Mouvement du 26 mars, le groupe Patria Grande. Il est ainsi élu sénateur aux élections de novembre 1971. Il lut notamment devant le Parlement la confession de Nelson Bardesio révélant les liens entre les escadrons de la mort et le Ministère de l'Intérieur.
Mais le 25 avril 1973, alors que les militaires ont déjà imposé au président colorado Juan María Bordaberry le pacte de Boiso Lanza (es), qui créé le Conseil de sécurité nationale, Bordaberry transmet au Parlement la demande de l'armée de faire lever son immunité parlementaire, sous l'accusation d'être en contact avec les Tupamaros. Ceci est refusé par le Parlement, tandis qu'Erro s'exile à Buenos Aires. Le 27 juin 1973, prenant prétexte de ce refus, les militaires occupent les stations de radio et décrètent la dissolution du Parlement, tandis que le président Bordaberry passe complètement sous tutelle de l'armée.

### D'un exil à l'autre
Menacé d'emprisonnement en Uruguay, Erro demeure en Argentine, où le candidat péroniste de gauche, Héctor Cámpora, a été élu en mars président. Ferreira Aldunate, puis Zelmar Michelini et Héctor Gutiérrez Ruiz l'y rejoignent un peu plus tard. De l'autre côté du Río de la Plata, ils militent contre la dictature militaire. Ceci lui vaut d'être arrêté, le 7 mars 1975, par le gouvernement d'Isabel Perón (droite péroniste). C'est en prison qu'il apprend l'assassinat de Michelini et de Gutiérrez Ruiz, qui eut lieu dans le cadre de l'opération Condor, en mai 1976. Erro est finalement libéré après le coup d'État militaire en Argentine (mars 1976), le 5 novembre 1976. Il s'exile alors pour Paris, et signe en 1977, aux côtés d'Hugo Cores, de José Díaz et d'Enrique Rodríguez, l'appel visant à créer un Front antidictatorial afin d'unir toutes les forces de la diaspora uruguayenne contre la dictature. Il meurt de la leucémie, quelques semaines avant les premières élections en Uruguay depuis 1971.

## Source partielle
- (es) Cet article est partiellement ou en totalité issu de l’article de Wikipédia en espagnol intitulé « Enrique Erro » (voir la liste des auteurs).